# Johan Setterlind
Sven Johan Hjalmar Setterlind, född 5 mars 1967 i Norrstrands församling, Värmlands län, är en svensk trumpetare.
Setterlind började spela cello vid nio års ålder och trumpet vid 14 års ålder. Han gick musiklinjen vid Sundstagymnasiet i Karlstad och därefter musiklinjen på Birkagårdens folkhögskola i Stockholm. Han studerade 1987–1990 vid Musikhögskolan i Stockholm och började vid denna tid också att spela i Bernt Rosengrens storband och något senare med Lars Sjösten Oktett .
Setterlind har sedan 1990 arbetat som frilansmusiker. Han turnerade med egen kvintett och blev medlem i Monica Borrfors kvintett 1993 och Elise Einarsdotter Ensemble 1996. Han spelar också med Jonas Knutsson och medverkade som solist med Nils Landgren och Värmlands sinfonietta 1997 under ledning av Gustav Sjökvist med musik skriven av Nils Lindberg .
Han medverkar på ett antal CD-skivor som trumpetare och kompositör. Han spelar i Mathias Algotsson - Johan Setterlind Duo, tillsammans med pianisten Mathias Algotsson. Setterlind var även kompositör till SVT:s barnprogram Hotell Kantarell (2007).

## Utmärkelser
2007-11-27 SKAP-stipendium 

## Diskografi i urval
- (2008) - Smulor och parafraser med Carin Lundin (Prophone)
- (2007) - Say Yes to Love med Jesper Kviberg
- (2007) - Snövind & Sommarbris med Elise Einarsdotter Ensemble
- (2005) - Me, My Band That I Älskar, Kasper and a Bunch of Friends med Tom Levin
- (2004) - Where or when med Mathias Algotsson - Johan Setterlind Duo
- (2002) - My Swedish Heart med Ronnie Gardiner
- (2001) - Kärlek Och Andra Katastrofer med Carl-Johan Vallgren
- (1999) - Live at Café Aguéli med Sune Spångberg
- (1998) - Green Walk, Slow Talk med Elise Einarsdotter Ensemble
- (1998) - Easy listening för masochister med Carl-Johan Vallgren
- (1995) - Slowfox med Monica Borrfors
- (1995) - Hallå Världen med Wilmer X
- (1993) - En salig man med Svante Thuresson
- (1991) - Äkta hjärtan med Perssons Pack